# Едуард Хопър
Едуард Хопър (на английски: Edward Hopper) е американски художник реалист и график Въпреки че е широко известен със своите маслени картини, той е еднакво опитен и като акварелист и офорт график.
Ученик е на Уилям Чейс и Робърт Хенри. Дълго време не успява да впечатли критиците и публиката. Експериментира непрекъснато в търсене на своя стил, преминавайки от маслени картини към офорти и обратно, като получава обществено признание едва през 1930-те години, когато е вече над 40-годишен. Основна тема на творчеството му, която му донася успех, е самотата на човек в света и в обществото. Общо Хопър създава 366 маслени картини.
Хопър създава тънка драма от обикновени обекти, „наслоени с поетично значение“, приканвайки към наративна интерпретация. Възхваляван е за истинската Америка, която изобразява. Кариерата му се облагодетелства значително от брака му с колежката си художник Джозефин Нивисън, която му помага както като житейски модел, така и като творчески партньор.